# Záchranný člun
Záchranný člun je většinou pevný nebo nafukovací člun, určený k záchraně lidí na vodní hladině. Tyto čluny jsou zakotveny v přístavech, nebo v jejich blízkosti, ve speciálních budovách na pobřežních plošinách nebo na palubách velkých lodí, včetně kosmických.
Nafukovací záchranné čluny na palubách lodí mohou být vybaveny tlakovými nádobami s oxidem uhličitým nebo mechanickými kompresory. Rychlým uvolněním a nasazením tlakového mechanismu může kanystr nebo kompresor automaticky nafouknout člun.
První člun označovaný jako záchranný byl testován na řece Tyne v Anglii 26. ledna roku 1790. William Wouldhave a Lionel Lukin se tím stali vynálezci prvního záchranného člunu. Příkladem prvotního záchranné člunu byl také Landguard Fort Lifeboat z roku 1821, navržený Richardem Hall Gowerem.

## Čluny spouštěné z lodí

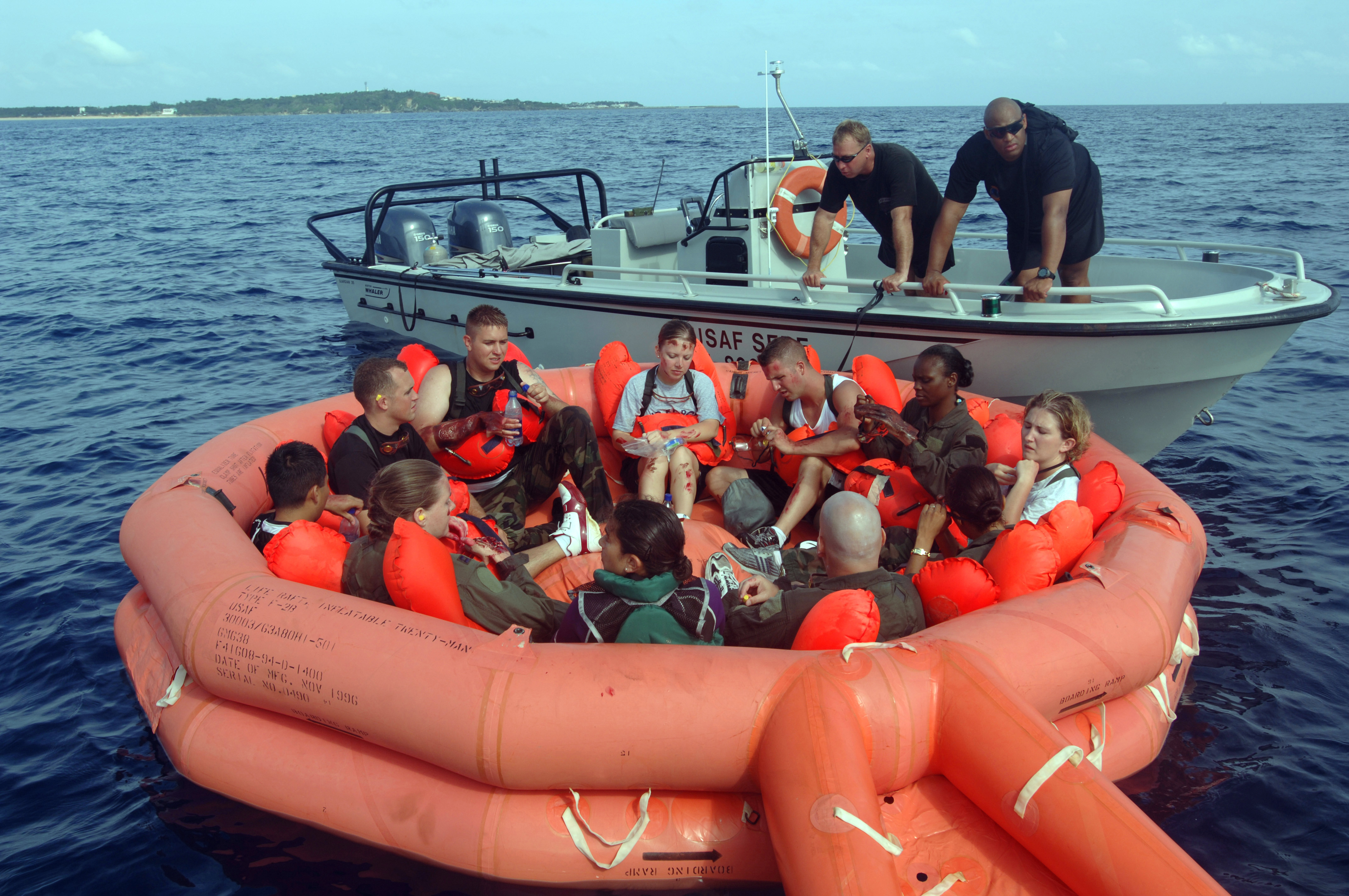
Nafukovací záchranný raft

To jsou velké záchranné čluny (dříve velrybářské čluny používané k lovu velryb) spouštěné pomocí člunových jeřábů z lodních palub. Jsou navrženy tak, aby byly prakticky nepotopitelné, s velmi dobrou plovatelností. Tyto čluny mají také kryt, který se může postavit, aby ochránil posádku před deštěm nebo slunečními paprsky. Tento kryt slouží i jako sběrač dešťové vody a je dobře viditelný ze vzduchu. Záchranný člun je obvykle vybaven světlicemi, zrcadly na signalizování, jídlem a vodou na tři dny, pádly, motorem, vařičem a základním navigačním vybavením.
Mezinárodní úmluva k ochraně lidského života na moři (SOLAS) a Mezinárodní kodex záchranných prostředků (LSA) určují přesný seznam vybavení, které musí být na záchranných člunech používaných v mezinárodní dopravě. V moderním záchranném člunu by rovněž neměla chybět satelitní záchranná bóje (EPIRB) a ani radar nebo radarový odpovídač pro účely pátrání a záchrany (SART).
Tradiční záchranné čluny používané v Tichém a Indickém oceánu mají plachetní, rybářské a navigační výbavení, solární destilační přístroje a lapače dešťové vody. Čluny pro Severní moře bývají ještě vybaveny elektrickým ohřívačem motorového oleje, který v chladném počasí tuhne.
V americkém námořnictvu (United States Navy) je velmi běžné použití nafukovacích záchranných člunů pro 25 osob označovaných jako Mark 6. Tyto záchranné čluny jsou složeny a jsou tvořeny samostatnými částmi nebo rourami jako ochrana proti poškození. Nafukování člunu usnadňují kanystry s oxidem uhličitým a ruční pumpy. Často je součástí člunu vestavěný kryt, který chrání proti špatnému počasí.
I mnoho jachet je vybaveno záchrannými čluny. Někteří používají dvojúčelové čluny, s rychlým plánem záchrany, zatímco jiní používají nafukovací záchranné rafty. Výbava je velice podobná větším komerčním záchranným člunům.

## Počátky záchranných člunů na palubách lodí

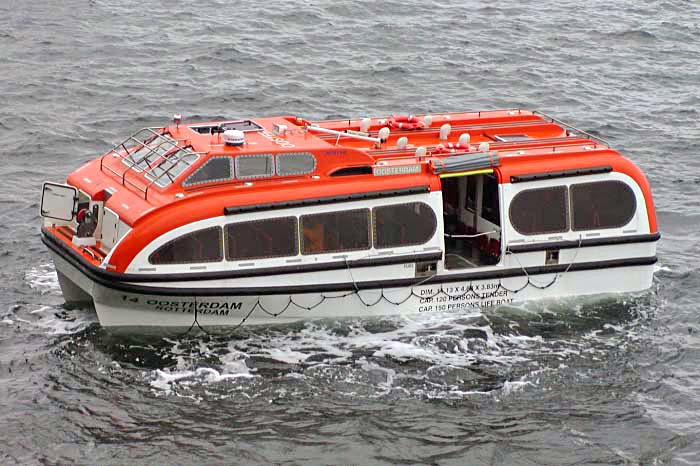
Záchranný člun výletní lodi Oosterdam

Začátkem 20. století nastal rozvoj cestování velkými loděmi, ale bezpečnostní předpisy zůstávaly dlouhou dobu v pozadí. Až potopení RMS Titanicu 15. dubna 1912 znamená obrat. Začal se vyžadovat dostatečný počet záchranných člunů pro všechny osoby na lodi.
Potřeba tak velkého počtu záchranných člunů na palubě lodi po roce 1912 vedla k zaplnění většiny místa na palubě i na velkých lodích. Toto bylo vyřešeno představením skládacích člunů (několik jich bylo instalováno i na Titanicu).

## Moderní záchranné čluny
Moderní motorové záchranné čluny poskytují více síly jak se dostat do a z vlnobití. Mohou startovat z pobřeží v jakémkoliv počasí a zachraňovat mnohem dále od pobřeží. Starší záchranné čluny spoléhaly na plachty a vesla, což je ale pomalé a závislé na směru větru a lidské síle. Oba typy jsou však stále používány. Všechny záchranné čluny tohoto typu zpravidla mají moderní elektronická zařízení jako je rádio a radar.
Motorové záchranné čluny byly původně vyvíjeny v roce 1899 společností United States Life Saving Service, jejíž modely, vycházející ze slupkového designu, zůstaly v provozu do roku 1987. United States Life Saving Service se později stala Pobřežní stráží Spojených států a pokračuje v zachraňování životů.
Royal National Lifeboat Institution  udržuje a platí záchranné čluny okolo pobřeží Spojeného království Velké Británie a Severního Irska, jejichž posádku tvoří dobrovolníci. Většina Skandinávských zemí má také dobrovolné záchranné společnosti. Tyto společnosti obecně plánují praxe, udržují čluny a boudy a vždy když je potřeba zachránit jsou kontaktováni námořními operátory.
V Austrálii zase záchranné kluby operují s nafukovacími záchrannými čluny pro pobřežní záchranu plavců a surfařů. Tyto čluny jsou poháněny přívěsným motorem. Úspěšně jsou používány i speciálně upravené tryskové skútry.
Záchranné čluny také často operují ve vnitrozemí při zvláštních událostech, organizace jako je Royal Life Saving Society (Velká Británie) poskytuje pokrytí řek, jezer aj.
Existují i speciální záchranné čluny pro posádky ropných plošin, které kromě záchrany před utonutím zajišťují i krátkodobou ochranu před hořící rozlitou ropou.

## Jiná použití
Po výbuchu servisního modulu a následném poškození velitelského modulu na Apollo 13 byl použit lunární modul jako záchranný člun.
Mezinárodní vesmírná stanice (ISS) má také svůj „záchranný člun“ v podobě kosmické lodi Sojuz (Sojuz TMA-6) pro nouzové přistání posádky na Zemi.
Záchranné čluny použili nejednou američtí kosmonauti z programu Mercury po přistání kabiny na vlnách oceánu.